# El Yunque
Organização Nacional El Yunque ou simplesmente El Yunque é o nome de uma organização secreta católica de origem mexicana, de âmbito nacional e internacional, fundada em 1953, que declara como objetivo "defender a religião católica e lutar contra as forças de Satanás". A existência da organização foi reivindicada pela primeira vez pelo jornalista Alvaro Delgado em 2003 no livro El Yunque: La ultraderecha en el poder.
A organização foi rotulada como sendo "um grupo ultracatólico, anticomunista, antissemita e antiliberal e com traços fascistas". Embora a existência do El Yunque tenha sido reconhecida por ex-membros e existam abundantes testemunhos sobre sua existência, o sigilo da organização significa que sua natureza e propósitos não podem ser conhecidos com certeza.